# Križna Gora
Križna Gora é um assentamento localizado no município de Ajdovščina na Eslovênia. Possuía uma população estimada de 7 habitantes em 2020.